# Lluís Riu Bertran
Lluís Riu Bertran (Olot, 1933 - Palma, 7 d'abril de 1998) fou un empresari català del sector turístic, fill de Joan Riu Casamitjana, originaris d'Olot (La Garrotxa).
Després de tornar de Veneçuela, on va tenir contacte amb l'hostaleria, entrà en el negoci turístic a la Costa Brava i a Mallorca. El 1953 comprà l'Hotel San Francisco, de S'Arenal, de vuitanta llits, i el 1985 s'expandiren pel Carib. Fou director del grup hoteler Riu Hotels fins a la seva mort i creà a Girona la Fundació Joan Riu que es dedica a l'acolliment i ajuda a les persones amb disminucions. El 1993 va rebre la Creu de Sant Jordi.